# 山川漁港
山川漁港（やまがわぎょこう）は、鹿児島県指宿市の鹿児島湾入口部に位置する山川湾の地形を利用してつくられた漁港。
山川湾は砂嘴によって外洋と区切られているため波が入りにくく、古くから港として利用されてきた。砂嘴の形状が鶴のくちばしに似ていることから江戸時代には「鶴の港」と呼ばれており、現在でも台風接近時などには避難港として利用されている。

## 歴史
山川港に関する最古の記述は1217年（建保5年）の文献にある。九州南端に位置することから南蛮貿易における重要な中継地の一つとなっており、都市を形成していたと考えられている。1561年（永禄4年）にポルトガル商人の殺傷事件が起きたことが記録に残されている。
戦国時代においては、山川港の支配権をめぐって地域の有力豪族であった指宿氏と頴娃氏が争っていたが、1583年（天正11年）頃から戦国大名の島津氏が直接支配するようになった。文禄・慶長の役や1609年（慶長14年）の琉球出兵においては島津氏の拠点港として利用された。江戸幕府の鎖国政策によって南蛮貿易が終息した後は、薩摩藩による琉球貿易や砂糖輸送の拠点となった。
幕末においては、1837年（天保8年）に起きたモリソン号事件の舞台の一つとなった。1858年（安政5年）には咸臨丸が寄港しており、1859年（安政6年）および1862年（文久2年）には流罪になった西郷隆盛がここから奄美大島および徳之島に渡っている。
明治以降は沿岸漁業の基地となり、1950年（昭和25年）12月、第3種漁港に指定された。第二次世界大戦後の食糧不足を背景として1949年（昭和24年）から1959年（昭和34年）にかけて遠洋漁業によるカツオ漁が急増したが、オイルショックや排他的経済水域設定の影響を受け、漁獲量は1978年（昭和53年）の20432トンをピークに減少傾向にある。1984年（昭和59年）に港の東部が埋め立てられ水産加工団地がつくられ、冷蔵倉庫、冷凍施設、魚肉練り製品の加工施設などが建設された。
最近、山川漁港近くに、道の駅山川港「活お海道」（いおかいどう）ができた。

## 地形
山川湾は約5000年前の火山噴火によって形成されたその大きさからカルデラにも分類されるマールである。周囲4kmで最深部は51mあり、天然の良港となっている。近辺には、池田湖、鰻池、開聞岳など、同時期の火山噴火でできた火山・カルデラ・火口湖・マールが多く見られる。

## 航路
- 山川・根占フェリー：山川港 - 根占港（南大隅町）